# 味水佑毅
味水 佑毅（みすい ゆうき、1978年-）は、日本の経済学者。流通経済大学流通情報学部教授。東京都出身。

## 人物
一橋大学大学院での指導教授は根本敏則。専攻は、ロジスティクス論・交通経済学。

道路輸送,鉄道輸送,航空輸送と言った、個別の輸送手段の研究
のみならず、変化する流通構造において、物流事業者が成長する為にはどの様にすべきかを視点に置き研究,教育活動を行っている。

## 経歴
- 2000年 - 一橋大学商学部卒業[5]
- 2002年 - 一橋大学大学院商学研究科修士課程修了[5]
- 2005年 - 一橋大学大学院商学研究科博士課程修了(博士（商学）)[6]
- 2005年 - 一橋大学大学院商学研究科講師(ジュニアフェロー)[5]
- 2006年 - 高崎経済大学地域政策学部専任講師[5]
- 2009年 - 高崎経済大学地域政策学部准教授(2016年3月まで)[5]
- 2019年 - 流通経済大学流通情報学部准教授[5]
- 2021年 - 流通経済大学流通情報学部教授[7]

## 著書
【編著】
- 「対距離課金による道路整備(日本交通政策研究会研究双書)」(勁草書房,2008年)ISBN 978-4326548149
- 「地域政策を考える―2030年へのシナリオ」(勁草書房,2009年)ISBN 978-4326301782

【共著】
- 「ロジスティクス概論(専門基礎ライブラリー)」(実教出版,2007年)ISBN 978-4407313154
- 「ロジスティクス概論:基礎から学ぶシステムと経営」(白桃書房,2014年)ISBN 978-4561752004
- 「サプライチェーン・マネジメント概論: 基礎から学ぶSCMと経営戦略」(白桃書房,2017年)ISBN 978-4561752158
- 「ロジスティクス概論:基礎から学ぶシステムと経営（増補改訂版）」（白桃書房,2021年）ISBN 978-4561752257

【分担執筆】
- 「トラック輸送イノベーションが解決する物流危機 (日本交通政策研究会研究双書) 」（成山堂書店,2024年）ISBN 978-4425929917

他多数

## 論文
- 「道路投資評価における費用負担分析に関する一考察」(「交通学研究」(日本交通学会),2003年)
- 「一般道路整備における車種別費用責任額に関する一考察」(「交通学研究」(日本交通学会),2003年)
- 「受益者に基づく走行段階課税に関する一考察-道路整備費用に着目して-」(「日本物流学会誌」(日本物流学会),2005年)
- 「世代間の観点から見た一般道路整備と財源調達のあり方」(「公益事業研究」(公益事業学会),2005年)
- 「一般道路環境改善を目的とした大型車高速料金割引の経済分析〜環境ロードプライシングの意義〜」(「日本物流学会誌」(日本物流学会),2006年)
- 「コンパクト化を踏まえた都市部におけるバスターミナル整備効果分析」(「都市計画論文集」(日本都市計画学会),2006年)
- 「社会的費用を考慮した道路別対距離課金制度による道路網の整備」(「交通学研究」(日本交通学会),2008年)
- 「燃料税に代わる対距離料金制度の可能性〜正統性の獲得と社会的価値の創出〜」(「国際交通安全学会誌」(国際交通安全学会),2014年)

他多数

## 所属学会
- 日本交通学会[5]
- 日本海運経済学会[5]
- 日本物流学会[5]
- 日本計画行政学会[5]
- 日本管理会計学会[5]
- 日本原価計算研究学会[5]

## 社会的活動
- 「ご当地ナンバー審査会」委員(国土交通省)[8]
- 「社会資本整備審議会道路分科会 関東地方小委員会」委員(国土交通省・関東地方整備局)[9]
- 「アドバイザリーグループ」委員(日本船主協会)[10]
- 「事業評価委員会」委員(東京都建設局)[11]
- 「高崎都心部まちづくり研究会」委員(群馬県高崎市)[12]
- 「コンテナラウンドユース・太田サブワーキンググループ」座長(三菱総合研究所)[13]
- 「加工食品分野における外装サイズ標準化協議会」座長[14](日通総合研究所,日本包装技術協会)[15]
- 「官民物流標準化懇談会」委員(国土交通省) [5]
- 「東京都市圏総合都市交通体系あり方検討会」委員(東京都市圏交通計画協議会) [5]
- 「運転者職場環境良好度認証制度審査委員会」委員長(日本海事協会) [5]
- 「総合物流施策大綱(2021年度～2025年度)フォローアップ会合」委員(国土交通省)[16]
- 「2030年度に向けた総合物流施策大綱検討会」委員(国土交通省)[17]
- 「千葉県貨物自動車運送適正化事業実施機関評議委員会」座長(千葉県トラック協会)[5]
- 一般財団法人 山縣記念財団 評議員[18]
- 日本物流学会 理事[5]

他多数

## 受賞歴
- 2003年度 日本交通学会賞[5]（論文「道路投資評価における費用負担分析に関する一考察」）
- 2004年 財団法人道路経済研究所懸賞論文優秀作[5]（論文「道路整備の地域間内部補助に対する政策導入の影響に関する一考察 」）
- 2005年 日本物流学会物流研究奨励賞[5]（論文「一般道路整備における受益者負担のあり方」）
- 2009年度 日本交通学会賞[5]（著書「対距離課金による道路整備」）